# Wellington Monteiro
Wellington Monteiro, właśc. Wellington de Oliveira Monteiro (ur. 7 września 1978 w Rio de Janeiro) – brazylijski piłkarz, występujący na pozycji prawego obrońcy.

## Kariera klubowa
Wellington Monteiro rozpoczął piłkarską karierę w Bangu AC w 1996 roku, w której grał do 1998 roku. Kolejne prawie trzy lata spędził na wypożyczeniach w Paulista Jundiaí i Cruzeiro EC, po czym wrócił do Bangu. W Bangu grał przez kilkanaście miesięcy, po czym został wypożyczony do Vascoda Gama, gdzie spędził 2003 rok.
W 2004 ponownie grał w Bangu, po czym wypożyczano go do: Caxias do Sul, EC Juventude i ponownie Caxias. Lata 2006–2008 spędził w SC Internacional i był to najbardziej udany okres jego kariery. Z Internacionalem zdobył Copa Libertadores 2006, Klubowy Puchar Świata 2006, Recopa Sudamericana 2006, Copa Sudamericana 2008 oraz mistrzostwo stanu Rio Grande do Sul – Campeonato Gaúcho 2008.
Od września 2008 do końca 2009 roku był zawodnikiem Fluminense FC. Z klubem z Rio de Janeiro dotarł do finału Copa Sudamericana 2009, w którym Fluminense uległ ekwadorskiemu LDU Quito. W 2010 był zawodnikiem pierwszoligowego Goiás EC, z którym spadł z ligi. W 2011 był zawodnikiem Linense Lins. Na początku 2012 został zawodnikiem drugoligowego Guarani FC.